# Mechelen (A962)
Le Mechelen (A962) est l'ancien dragueur de mines côtier de type MSC (Mine Sweeper Coast) M926 Mechelen construit au chantier naval J. Boël & Zonen à Temse en Belgique.

Sa ville marraine est Mechelen à partir du 19 mars 1958.

## Histoire
Ce navire qui a d'abord servi dans la Force Navale de l'armée belge de 1953 à 1963 comme dragueur de mines côtier sous le numéro de coque M926.

Le 9 mars 1958 il a été reconverti en navire de recherche hydrographique sous le numéro de coque A962.
Son armement a été débarqué en 1965. Il a été équipé d'un laboratoire sur la plage arrière qui recevait une équipe de savants. Il a remplacé l'ancien navire de recherche Eupen (A955).

Il a été mis en réserve  à la base navale de Zeebruges du 6 octobre 1983 au 24 mai 1984. Il est vendu à la Brugse Scheepsloperij de Bruges pour démolition en août 1984.